# 브랜다이스 대학교
브랜다이스 대학교(영어: Brandeis University)는 1948년에 유태인들이 설립한 미국의 사립 대학이다. 보스톤 시로부터 서쪽으로 약 14km 떨어져 있는 매사추세츠주 왈뎀 시에 있다.
브랜다이스 대학교는 짧은 역사에도 불구하고 상위권 수준의 종합대학으로 빠른 성장을 한 학교이다. 미국내에서 유태인들이 운영하는 교육 기관은 많으나 모든 인종에게 개방된 유태인 대학으로는 이 학교가 유일한 곳이라고 한다.
2022년에는 매년 미국 국내 대학 순위를 매기는 주간잡지 U.S News & World Report에서 44위를 기록하였다. 2007년 가을에 입학한 신입생(Class of 2011)의 경우 지원자 7,562명 중 34%가 합격했으며, 학생대 교수의 비율은 8:1 이라고 한다.
학부와 대학원을 모두 합쳐 학생수가 약 5천여명밖에 안되는 소규모 대학인 관계로 교수와의 접촉이 쉽고, 재학생들의 실력이 우수한 것으로 소문난 브랜다이스 대학교는 초창기부터 유명했던 많은 유태인 학자들을 초빙해 학교의 질을 높이는 데 크게 주력을 했다. 의과 대학원이나 법과 대학원 등 전문직 분야의 프로페셔널 스쿨은 없지만, 현재 설치돼 있는 각 학과에서는 고루 우수한 교육을 실시하고 있다. 여러 학과들 중 생물학과와 함께, 화학과와 생화학과가 뛰어난 분야이며, 또 수학, 물리학 등 자연 계열도 전반적으로 훌륭한 교육을 실시하고 있다. 또한, 유태인이 설립한 학교인 관계로 구약시대를 연구하는 유대학이 미국 최고의 수준이다.
아직도 학생들의 절반 이상이 유태인들이어서, 유태인 학교라는 인상을 많이 풍기지만, 학교 당국은 이러한 성격을 보다 다양하게 바꾸기 위해 많은 노력을 하고 있다고 한다. 2008년에는 학부생 중 9%가, 대학원생 중에는 3%가 아시아계 학생이었다. 브랜다이스라는 교명은 유명한 유태인 법률학자이며 미국 대법관을 역임한 루이스 브랜다이스 (Louis Dembitz Brandeis)의 이름을 딴 것이다.

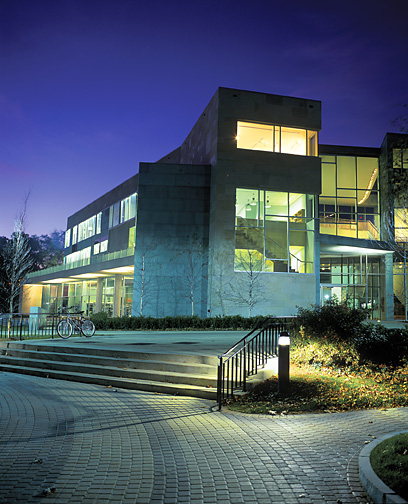

브랜다이스에는 우수한 외국 학생들을 받아들이려는 정책 중의 대표적인 것으로 윈 국제 장학금 프로그램(Wien International Scholarship Program)이라는 것이 있다. 뉴욕에 있는 사업가 로렌스 윈(Lawrence Wien)의 지원으로 시작된 이 장학제도로, 매년 수십명의 외국 우수학생에게 학비, 기숙사비, 식비 가타 잡비까지 일체를 지원하는 제도이다. (브랜다이스 국제 장학금 웹사이트: https://www.brandeis.edu/isso/programs/wien/index.html).

## 브랜다이스 대학교 출신 유명인 목록

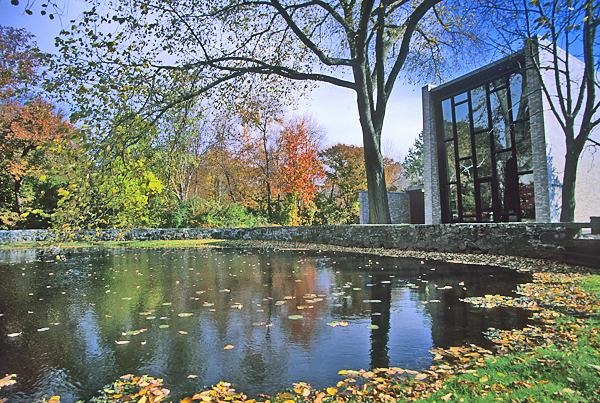

- 게이르 호르데 (Geir Hilmar Haarde) : 전 아이슬란드 총리 (2006년 6월 15일~ 2009년 1월)
- 로더릭 매키넌 (Roderick MacKinnon) : 2003년 노벨 화학상 수상자
- 김석원 : 전 쌍용그룹 회장, 전 국회의원, 현 쌍용양회공업 회장
- 마이클 샌델 : 《정의란 무엇인가》의 저자인 하버드 대학 교수
- 에드워드 위튼 : 초끈 이론의 일인자로, 물리학자로는 처음으로 필즈 상을 수상하였다.

## 참고 문헌
1. ↑  “'U.S News' 2022년 미국 대학교 순위”. 2009년 4월 17일에 원본 문서에서 보존된 문서. 2009년 4월 17일에 확인함.
2. ↑  “브랜다이스 대학교 공식 웹사이트(PDF 파일)” (PDF). 2011년 11월 3일에 원본 문서 (PDF)에서 보존된 문서. 2009년 11월 5일에 확인함.
3. ↑  “[미국 대학 순례] 브랜다이스 대학교 - 유태인들이 설립한 종합대학, 짧은 기간에 상위권 급부상 - 2005-02-17”. 《VOA》. 2018년 7월 25일에 확인함.